# Heinz Beck (Maler)
Heinz Beck (* 1900 in Velbert-Nordrath; † 1981 in Gütersloh) war ein deutscher Maler.

## Lebenslauf
Beck wurde als viertes von 13 Kindern einer Lehrerfamilie geboren. Nach einer Lehre zum Dekorationsmaler besuchte er die Kunstgewerbeschule Barmen. Als 18-Jähriger wurde er zum Militär eingezogen und in einer Maschinengewehr-Kompanie für die Westfront ausgebildet, wo er aber wegen des Kriegsendes nicht mehr zum Einsatz kam.
Nach Kriegsende arbeitete er als Dekorationsmaler und besuchte die Kunstakademie Düsseldorf, an der er sein Malstudium mit Auszeichnung absolvierte. Von 1926 bis 1945 unterrichtete er als Kunsterzieher am Evangelisch Stiftischen Gymnasium in Gütersloh. Nach dem Zweiten Weltkrieg arbeitete als Maler. 1952 kehrte er in den Schuldienst zurück, bis 1963 war er Kunsterzieher an der Freiherr-vom-Stein-Realschule in Gütersloh.

## Werk
Beck schuf realistische, zum Teil monumentale Industrie-, Stadt- und Landschaftsansichten, die schwerpunktmäßig Orte in Westfalen zeigen, sowie Porträts, darunter zahlreiche Kinderporträts. Parallelen in Motiven und Stil bestehen zu den Arbeiten des ebenfalls in Gütersloh beheimateten Paul Westerfrölke, anders als dieser erfuhr Beck aber keine Wertschätzung durch die Nationalsozialisten, weshalb er sich nach dem Zweiten Weltkrieg auch nicht jener Kritik stellte musste, mit der sich Westerfrölke konfrontiert sah.
Ein großer Teil seines Nachlasses – rund 30 Öl- und Pastellbilder sowie fünf Mappen voller Zeichnungen und Linolschnitte – wird im Stadtarchiv Gütersloh verwahrt. Ein Gemälde Becks, das die 1944 zerstörte Apostelkirche und den Alten Kirchplatz von Gütersloh zeigt, ist in der Apostelkirche zu sehen.